# ذات السلاسل للطباعة والنشر والتوزيع
ذات السلاسل للطباعة والنشر والتوزيع ويُشار إليها اختصارًا باسم ذات السلاسل، دار نشر وتوزيع كويتية، تأسست في عام 1972، وهي الأشهر في الكويت ومن أعرق دور النشر في الخليج العربي وتغطي أعمالها دول الخليج والشرق الأوسط وشمال أفريقيا.

## جوائز
- 2021: جائزة أفضل دار نشر محليًا ضمن جوائز معرض الشارقة الدولي للكتاب.